# 舛部
舛部（）は、漢字を部首により分類したグループの一つ。
康熙字典214部首では136番目に置かれる（6画の19番目、未集の19番目）。

## 概要
「舛」字は相反すること、食い違うことを意味する。また錯乱や誤謬、順調に行かないさまを意味する。
『説文解字』は相対して寝ていることとするが、足が左右に開いて反対方向に向いている様子に象っていると考えられる。「夕（夊）：右足」や「ヰ：左足」は「止」と同じく足の象形であり、その楷書における変形である。
偏旁の意符としては両足に関することを示す。
舛部はこのような意符を構成要素に持つ漢字を収める。
なお日本の新字体では「舛」を7画とする。
部首の「舛」がかなり変形した例として、「舝」においては上下の「𫝀」と「㐄」に分離されている。
現代の中国の簡体字の部首分類法で削除されている部首の一つである。

## 部首の通称
- 日本：ます（日本で「升」（ます）字の代わりに用いられたことから）・まいあし（「舞」字の脚から）
- 韓国：어그러질천부（eogeureojil cheon bu、食い違う舛部）
- 英米：Radical oppose

## 部首字
舛
- 中古音
  - 広韻 - 昌兗切、獼韻、上声
  - 詩韻 - 銑韻、上声
  - 三十六字母 - 穿母三等
- 現代音
  - 普通話 - ピンイン：chuǎn 注音：ㄔㄨㄢˇ ウェード式：ch'uan3
  - 広東語 - Jyutping:cyun2 イェール式:chyun2
- 日本語 - 音：セン（漢音） 訓：そむく
- 朝鮮語 - 音：천(cheon) 訓：어그러질（eogeureojil、食い違う）

## 例字
- 舛
  - 7:舝、8:舞・䑝、10:䑞（舜6）・15:䑟、19:𦨅

### 最大画数
21:𦨆